# Magsaysay (Dávao del Sur)
Magsaysay , hasta 1959 barrio de Kialeg,  es un municipio filipino de tercera categoría, situado en la parte sudeste de la isla de Mindanao. Forma parte de  la provincia de Dávao del Sur situada en la Región Administrativa de Dávao (en cebuano Rehiyon sa Davao), también denominada Región XI. Para las elecciones está encuadrado en el Primer Distrito Electoral.

## Barrios
El municipio  de Magsaysay  se divide, a los efectos administrativos, en 22 barangayes o barrios, conforme a la siguiente relación:
| - Bacungán - Balnate - Barayong - Blocón - Dalaguinón | - Dalumay - Glamang - Kanapulo - Kasuga - Bala de Abajo | - Mabini - Malaguanit - Malongon - Nevo Ilocos - Población | - San Isidro - San Miguel - Tacul - Tagaytay | - Bala de Arriba - Maibo - Nueva Opón |

## Historia
El actual territorio de la provincia de Dávao del Sur  fue parte de la provincia de Caraga durante la mayor parte del Imperio español en Asia y Oceanía (1520-1898).
A principios del siglo XX la isla de Mindanao se hallaba dividida en siete distritos o provincias.
El Distrito 4º de Dávao, llamado hasta 1858  provincia de Nueva Guipúzcoa, tenía por capital el pueblo de Dávao e incluía la  Comandancia de Mati.
Magsaysay forma parte de la provincia de Dávao.
El 3 de abril de 1959 el barrio de Kialeg, perteneciente entonces al municipio de  Bansalán, cambia su nombre por el de Magsaysay.
En 1967, la provincia de Dávao se divide en tres provincias: Dávao del Norte, Dávao del Sur y Dávao Oriental.